# Dzierzbiętów Duży
Dzierzbiętów Duży – wieś w Polsce położona w województwie łódzkim, w powiecie łęczyckim, w gminie Łęczyca.
Wieś królewska starostwa łęczyckiego w powiecie łęczyckim województwa łęczyckiego w końcu XVI wieku. W latach 1975–1998 miejscowość administracyjnie należała do województwa płockiego.
Wieś liczy sobie 36 numerów.